# Nethinius ruficeps
Nethinius ruficeps är en skalbaggsart som beskrevs av Leon Fairmaire 1899. Nethinius ruficeps ingår i släktet Nethinius och familjen långhorningar.
Artens utbredningsområde är Madagaskar. Inga underarter finns listade i Catalogue of Life.